# Вилендорф
Вилендорф (њем. Willendorf) општина је у округу Нојенкихен у Аустрији, држава Доња Аустрија. Ову општину не треба мешати са чувеном статуетом Вилендорфска Венера, која се налази у Агсбаху, такође у Аустрији. На попису становништва 2011. године, општина Земеринг имала је 897 становника.

## Географски положај
Вилендорф се налази у индустријској четврти у Доњој Аустрији. Територија општине покрива површину од 7,3 km² од чега је 40,3% површине шумовито. Област око Вилендорфа се састоји углавном од пољопривредног земљишта.

## Историја
У далекој прошлости ова област је била део римске провинције Норик.

## Религија
Према подацима пописа из 2001. године 81,2% становништва су били римокатолици, 2,4% евангелисти и 1,8% су били припадници православне цркве. 12,3% становништва се изјаснило да нема никакву верску припадност.

## Политичка ситуација
Градоначелник општине је Јоханес Бауер (АНП) који је победио на изборима 2010. године.
Општинско веће се састоји од 15 места:
- АНП заузима 11 места
- СДПА заузима 3 места
- Листа БЛК-а заузима 1 место.

Градоначелници
- до 2007. Франц Шлагер (АНП)
- од 2007. Јоханес Бауер (АНП)